# Новоукраїнська сільська рада (Роздільнянський район)
Новоукраї́нська сільська́ ра́да (у минулому — Будьоннівська сільська рада, Куртівська сільська рада) — колишня адміністративно-територіальна одиниця та орган місцевого самоврядування в Роздільнянському районі (поділ 1930-2020) Одеської області. Адміністративний центр — село Новоукраїнка. 
Дата ліквідації АТО — 10 грудня 2020 року.

## Загальні відомості
- Територія ради: 69,395 км²
- Населення ради: 1 254 особи (станом на 2001 рік)
- Територією ради протікає річка Свинна

## Історія
Населення Куртівської сільської Ради Тарасо-Шевченківського району Одеської округи Одеської губернії на початку 1924 року становило 3082 особи.
Станом на 1 вересня 1946 року до складу Будьоннівської сільської Ради входили: с. Будьоннівка, с. Міліардівка, с. Ново-Кутівка.
На 1 травня 1967 року Новоукраїнська сільська Рада мала сучасний склад населених пунктів. На території сільради був колгосп імені Шевченка (господарський центр — Новоукраїнка).
Відповідно до розпорядження КМУ № 623-р від 27 травня 2020 року «Про затвердження перспективного плану формування територій громад Одеської області» Новоукраїнська сільська рада як АТО разом ще з 9 сільрадами і 1 міською радою району ввійшла до складу спроможної Роздільнянської міської громади.
Сільрада як ОМС була реорганізована 10 грудня 2020 року шляхом приєднання до Роздільнянської міської ради.

## Населені пункти
Сільській раді були підпорядковані населені пункти:
- с. Новоукраїнка
- с. Капаклієве
- с. Петро-Євдокіївка

## Населення
Згідно з переписом УРСР 1989 року чисельність наявного населення сільської ради становила 1310 осіб, з яких 563 чоловіки та 747 жінок.
За переписом населення України 2001 року в сільській раді мешкало 1245 осіб.
| | 01.01.2016 р. | 01.01.2017 р. | 01.01.2018 р. | 01.01.2019 р. |
| Всього, чол.                                                                                        | 1214          | 1214          | 1190          | 1187          |
| дітей дошкільного віку                                                                              | 78            | 64            | 70            | 63            |
| дітей шкільного віку                                                                                | 97            | 103           | 98            | 109           |
| громадян пенсійного віку                                                                            | 367           | 382           | 378           | 332           |
| працездатне населення                                                                               | 672           | 641           | 644           | 683           |
| кількість працюючих на підприємствах, установах, організаціях усіх форм власності та господарювання | 183           | 237           | 265           | 273           |

### Мова
Розподіл населення за рідною мовою за даними перепису 2001 року:
| Мова       | Відсоток |
| ---------- | -------- |
| українська | 89,63 %  |
| російська  | 6,62 %   |
| молдовська | 1,83 %   |
| вірменська | 0,88 %   |
| гагаузька  | 0,24 %   |
| циганська  | 0,24 %   |
| болгарська | 0,16 %   |
| румунська  | 0,16 %   |
| білоруська | 0,08 %   |
| польська   | 0,08 %   |

## Склад ради
Рада складається з 18 депутатів та голови.
- Голова ради: Подолінський Олег Михайлович

### Керівний склад попередніх скликань
| Прізвище, ім'я, по батькові  | Основні відомості                                                          | Дата обрання | Дата звільнення |
| ---------------------------- | -------------------------------------------------------------------------- | ------------ | --------------- |
| Козак Валентина Миколаївна   | Сільський голова, 1956 року народження, член Соціалістичної партії України | 26.03.2006   | 05.05.2009      |
| Подолінський Олег Михайлович | Сільський голова, 1969 року народження, освіта вища, член Партії регіонів  | 09.09.2012   |                 |

Примітка: таблиця складена за даними сайту Верховної Ради України

### Депутати
За результатами місцевих виборів 2010 року депутатами ради стали:

#### За суб'єктами висування
| Суб'єкт висування | Кількість обраних депутатів | %    |
| ----------------- | --------------------------- | ---- |
| Самовисування     | 12                          | 66,7 |
| Партія регіонів   | 6                           | 33,3 |

#### За округами
| № округу        | Прізвище, ім'я, по батькові   | Дата визнання обраним | Освіта             | Партійна приналежність                        | Відомості про обраного депутата |
| --------------- | ----------------------------- | --------------------- | ------------------ | --------------------------------------------- | ------------------------------- |
| Партія регіонів |                               |                       |                    |                                               |                                 |
| 5               | Граматікаті Тетяна Павлівна   | 04.11.2010            | середня            | позапартійна                                  | бібліотекар                     |
| 10              | Дикий Микола Миколайович      | 04.11.2010            | середня            | позапартійний                                 | КП «Інорос водоканалу», водій   |
| 11              | Луцюк Дмитро Федорович        | 04.11.2010            | середня            | член Партії регіонів                          | тимчасово не працює             |
| 16              | Бєляєва Оксана Анатолівна     | 04.11.2010            | середня спеціальна | позапартійна                                  | тимчасово не працює             |
| 17              | Медведь Станіслав Іванович    | 04.11.2010            | середня            | позапартійний                                 | тимчасово не працює             |
| 18              | Мєдвєдь Олена Іванівна        | 04.11.2010            | середня            | позапартійна                                  | тимчасово не працює             |
| Самовисування   |                               |                       |                    |                                               |                                 |
| 1               | Винар Марина Іванівна         | 04.11.2010            | середня спеціальна | позапартійна                                  | тимчасово не працює             |
| 2               | Михайловська Ольга Михайлівна | 04.11.2010            | середня спеціальна | позапартійна                                  | тимчасово не працює             |
| 3               | Медвідь Галина Михайлівна     | 04.11.2010            | середня            | позапартійна                                  | тимчасово не працює             |
| 4               | Бережник Микола Юрійович      | 04.11.2010            | середня спеціальна | позапартійний                                 | тимчасово не працює             |
| 6               | Арнаута Тетяна Анатоліївна    | 04.11.2010            | середня спеціальна | член Всеукраїнського об'єднання «Батьківщина» | сільська рада, землевпорядник   |
| 7               | Барнич Слава Іванівна         | 04.11.2010            | вища               | позапартійна                                  | сільська рада, касир            |
| 8               | Тарнавський Вадим Леонідович  | 04.11.2010            | вища               | позапартійний                                 | тимчасово не працює             |
| 9               | Безик Микола Іванович         | 04.11.2010            | середня            | позапартійний                                 | ООО"Промринок", контролер       |
| 12              | Кітчак Наталія Євгенівна      | 04.11.2010            | середня спеціальна | позапартійна                                  | ЦРЛ, м. Роздільна, медсестра    |
| 13              | Мурга Олександр Миколайович   | 04.11.2010            | середня спеціальна | член Партії регіонів                          | ООО, охоронник                  |
| 14              | Яслик Світлана Степанівна     | 04.11.2010            | середня спеціальна | позапартійна                                  | сільська рада, секретар         |
| 15              | Сташевський Сергій Сергійович | 04.11.2010            | середня            | позапартійний                                 | ООО «Віді Билена», охоронник    |